# Pedro Alfonso
Moshé Sefardí, posteriormente Petrus Alfonsi o Pedro Alfonso debido a que se bautizó el día de la festividad de dicho santo y en homenaje a su padrino Alfonso I de Aragón (Huesca, ¿1062?-¿1140?), fue un escritor, teólogo y astrónomo aragonés de origen judío y convertido al cristianismo en 1106.

## Biografía
Rabino y versado en matemáticas y astronomía, fue médico personal de Alfonso I de Aragón, quien lo protegió y propició su conversión al cristianismo, siendo bautizado en 1106 en Huesca por el obispo Esteban; posteriormente fue también médico de Enrique I de Inglaterra. Ha llegado hasta la posteridad su retrato grabado del Liber Chronicarum cum figuris, un incunable de 1493 que describe la apariencia física de diversos personajes históricos. Es él mismo quien nos suministra los escasos datos que poseemos sobre su vida en el prólogo que antepuso a su Dialogus contra iudaeos (Diálogo contra los judíos). En él cuenta su conversión al cristianismo y su bautismo, que tuvo lugar en 1106. Alfonso I estuvo presente como padrino; también nos informa de su viaje a Inglaterra, donde enseñó artes liberales y astronomía y adiestró a Walcher, prior de Malvern, en las tablas astronómicas árabes. Tuvo como discípulo a Adelardo de Bath. Se conjetura que volvió a Zaragoza hacia el año 1121, fecha de la que hay constancia de un documento firmado por él, y después de esa fecha se cree que anduvo en Tudela.
- El historiador Pascual de Gayangos cita en su obra Escritores en prosa anteriores al siglo XV, (P.443) la razón del nombre Pedro Alfonso:

«...Rabbi Moseh Sefardí, de Huesca, por otro nombre Pedro Alfonso, que así le mandó llamar en 1106 su padrino de pila Alfonso el Batallador. (...)»

## Análisis de su obra literaria y científica

### Diálogo contra los judíos

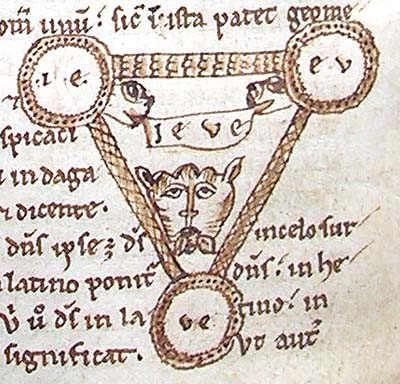
Ilustración con el tetragrama de la obra de Pedro Alfonso Diálogo contra los judíos (h. 1109).

Su Dialogus contra iudaeos, traducido con el título de "Diálogos en los cuales se refutan las opiniones impías de los judíos con evidentísimos argumentos de filosofía, tanto natural como divina, y se explican los más difíciles textos de los Profetas", fue escrito después de 1106 y su origen probable es el de responder al clamor surgido en la judería debido a su conversión. En ella se sirvió de sus extensos conocimientos de la Torá y de la literatura judía para polemizar contra sus antiguos correligionarios utilizando sus mismos argumentos, defendiendo su nueva fe cristiana. También ataca, desde un profundo conocimiento de la misma, los postulados de la religión islámica. Otros escritores polemistas de la época (Pedro Abelardo, Pedro el Venerable o Pedro de Blois), a diferencia del de Pedro Alfonso, adolecen de falta de comprensión de las argumentaciones de sus adversarios, pues desconocían el Talmud y el hebreo. Además la obra del oscense responde a una sincera experiencia personal y, frente al tono agresivo de otros polemistas, adopta una actitud conciliadora y didáctica.

### Disciplina clericalis
Pero su obra más difundida es un popularísimo libro de apólogos en latín titulado Disciplina clericalis que fue divulgado y traducido por toda Europa en tal manera que unos sesenta autores de la novelística universal de todos los tiempos y todas las lenguas cultas le deben algo, entre ellos Giovanni Boccaccio, don Juan Manuel, Dante Alighieri, Juan Ruiz, Alfonso Martínez de Toledo, Miguel de Cervantes y Lope de Vega. Este libro supuso la primera fuente de introducción en la Europa cristiana de la narrativa oriental por medio de sus 33 apólogos tomados de fuentes árabes y en última instancia persas e hindúes, así como de gran número de sentencias morales persas, hindúes y de otras procedencias orientales, pues estos son los géneros de que está formado el libro, que compuso «parte de proverbios de los filósofos y sus enseñanzas, parte de proverbios y consejos árabes y de fábulas y versos, y parte sirviéndome de las comparaciones con aves y animales». El material de las fuentes que usa son agrupadas del siguiente modo:
- Prólogo acerca «del temor de Dios» en que se agradece al Todopoderoso la inspiración de componer un libro traduciéndolo al latín
- 1. Vicios y virtudes del hombre como individuo.
- 2. Relaciones humanas: el hombre en sociedad con sus semejantes, mujeres y vecinos.
- 3. Relaciones del hombre con la autoridad terrenal (rey) y divina (Dios) y brevitas vitae.

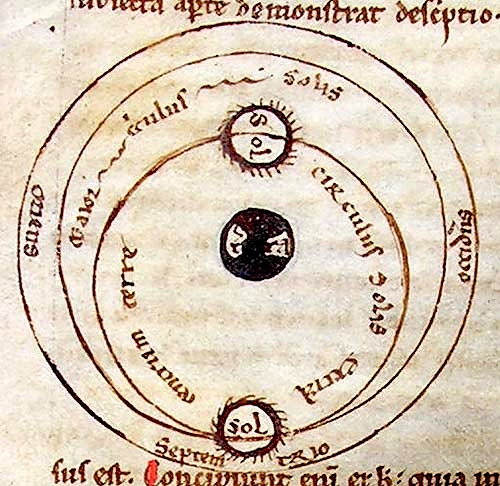
Ilustración del Diálogo contra los judíos que muestra la rotación solar alrededor de la Tierra.

Termina el texto retomando la idea del prólogo y un epílogo consiste en una invocación a Dios. Muchos de estos apólogos pasaron a El conde Lucanor de Don Juan Manuel. Junto al Sendebar, al Calila e Dimna y al Libro de los enxiemplos por ABC de Clemente Sánchez de Vercial, donde aparece completo, constituye uno de los principales repertorios de la cuentística medieval y fue editada por primera vez en 1824, en Francia; se reimprimió en 1948 y en Londres en 1977.

### Obra científica
Por lo que toca a su obra científica, los testimonios extraídos de sus eruditos discípulos ingleses (Walcher o Adelardo) permiten asociarlo a la composición de dos obras: De Dracone, que estudia el cálculo de los movimientos de los astros, y De Astronomia, unas tablas astronómicas según los calendarios árabe, persa y latino, por medio de las cuales y con la ayuda de un astrolabio era posible averiguar, por primera vez y con exactitud, las posiciones del sol, la luna, los cinco planetas conocidos y los ascendientes y descendientes. La obra va precedida de una Carta a los peripatéticos franceses, compuesta en forma epistolar en 1120 e importante para el llamado Renacimiento del siglo XII porque destaca la importancia de la aritmética, ciencia útil para la geometría, la música, la medicina, la astronomía, y los «negocios del siglo». Su enfoque es racionalista y recupera autoridades como Aristóteles y Ptolomeo.

### De dudosa autoría
Además existe una versión latina que se le podría atribuir de las tablas astronómicas de al-Jwārizmī y de las que existen dos posibilidades de la autoría: Que fuese una traducción del propio Pedro Alfonso del árabe seguida por una al latín de Adelardo de Bath o bien que fuese una traducción de Adelardo con la ayuda de Pedro Alfonso. Esta última teoría se apoya en que Adelardo no era un gran dominador del árabe y que en la obra se encuentran gran número de palabras en andalusí.
Menos probable es que sea el autor de Liber ysagogarum Alchorismi o al menos que no lo sea del quinto de los libros de la obra, un centón de materias científicas procedentes de Euclides, Boecio y al-Jwārizmī.

## Trascendencia
Pedro Alfonso enseñó el uso del astrolabio y el cuadrante a los franceses y a los ingleses y tradujo además las tablas astronómicas de Al-Juarismi y, junto con otros aragoneses como Abraham Ben Ezra y Abraham bar Hiyya, contribuyó a divulgar la ciencia árabe en Occidente, pues inició a la Europa cristiana en el estudio de la astronomía.
Aparte de sus aportaciones científicas y astronómicas a la ignorante Europa de su tiempo, su apología en defensa del cristianismo contra el islam y el judaísmo fue utilizada por teólogos y predicadores en la Cruzada y su colección de exempla Disciplina clericalis introdujo la cuentística de origen oriental en toda Europa.

## Obra
- Dialogus contra iudaeos.
- Disciplina clericalis.
- De dracone.

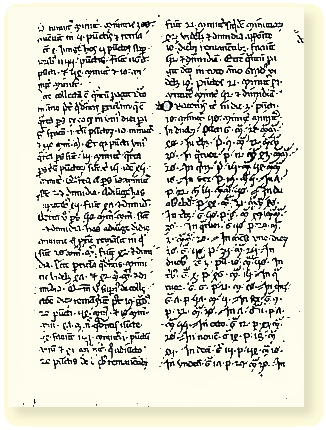
Manuscrito de Pedro Alfonso.

- De Astronomia, obra que se encuentra en dos manuscritos, el Arundel (270, fol. 40v – 44r, siglo XII) y el núm. 1283 del College Corpus Christi de Oxford, ambos estudiados y publicados por el profesor Millás Vallicrosa.
- Carta a los peripatéticos franceses.